# SB alt 29
Az SB alt 294 egy szerkocsisgőzmozdony-sorozat volt a Déli Vasútnál (németül: Südbahngeselschaft, SB), mely egy osztrák-magyar magánvasút-társaság volt.
A két mozdony neve L’Appenninek és Le Rubicon volt. Ezek a nevek arra utalnak, hogy a mozdonyokat eredetileg  az  LVCI rendelte a   Köchlinnél a Bologna-Firenze  vonalra, de az SB vette át őket. A Bologna-Firenze vonal  az Appennineken vezet át.
Az SB a mozdonyokat a Semmeringi Vasúton tesztelte és 1863-ban adta át öket a velencei hálózatra. Úgy tűnik, az SB nem volt elégedett a vizsgálati eredményekkel, mivel további mozdonyokat  nem  rendelt . Ezzel szemben az LVCI 1866-ban további nyolc (RM 4003-4010) ilyen gépet rendelt  a Köchlin-nél, melyek közül a 4009 és 4010-es kéttengelyes szerkocsis volt. Újabb tíz, nagyon hasonló kéttengelyes szerkocsis mozdonyt épített a  Köchlin az SFAI-nak (BM4011-4020). A kéttengelyes mozdonyok méretei a táblázatban zárójelben szerepelnek.
A mozdonyok négycsatlós, belsőkeretes,  támasztószerkocsis Beugniot–rendszerűek voltak. Edouard Beugniot ebben az időben a Köchlin gyár főmérnöke volt, és a mozdonyok jobb kanyarfutási teljesítményének elérése érdekében fejlesztette ki rendszerét. Az itt tárgyalt két mozdony megépítése előtt Köchlin már szállított 1859-ben a Páris–Lyon-Mittelmeerbahn- nak (PLM) két ilyen gépet
Az LVCI-től a tíz mozdony a  Rete Mediterranea-hoz került ahol valamennyit hagyományos négycsatlósra építettek át.   Hogy az SB eredetű mozdonyokat is átépítették volna, arra nincs adat. Egyébként is ezek már nem voltak az 1905-ben az FS-hez átkerülők között.

## Fordítás
- Ez a szócikk részben vagy egészben  a   SB alt 29 című német Wikipédia-szócikk fordításán alapul.  Az eredeti cikk szerkesztőit annak laptörténete sorolja fel. Ez a jelzés csupán a megfogalmazás eredetét és a szerzői jogokat jelzi, nem szolgál a cikkben szereplő információk forrásmegjelöléseként.Az eredeti cikk forrásai szintén ott találhatóak.

## Külső hivatkozások
- A típus története számokban (német nyelven)